# Pudłaki
Pudłaki (ang. The Boxtrolls) – amerykański, animowany film 3D wykonany za pomocą animacji poklatkowej. Film powstał na podstawie powieści pod tytułem Here Be Monsters! z 2005. Premiera Pudłaków miała miejsce na festiwalu w Wenecji 31 sierpnia 2014 roku.

## Opis fabuły
Akcja dzieje się w XIX-wiecznym fikcyjnym angielskim mieście Serbridge (oryg. Cheesebridge). Film opowiada o Pudłakach, stworzeniach-majsterkowiczach żyjących pod ziemią i ubierających się w papierowe kartony po jedzeniu (stąd ich nazwa), które znajdą na śmietnikach ludzi. Pewnego dnia zaprzyjaźniony z Pudłakami naukowiec, Herbert Trubshaw zostaje napadnięty przez miejscowego rakarza pochodzącego z nizin społecznych – Archibalda Snatchera i jego współpracowników. Trubshaw w ostatniej chwili oddaje swojego małego syna Eggsa pod opiekę Pudłakom, które wychowują go z dala od ludzi. Eggs gdy dorasta musi stawić czoło chcącemu zlikwidować Pudłaki Snatcherowi. Miejscowa arystokracja obiecała rakarzowi miejsce przy ich stole w zamian za złapanie wszystkich Pudłaków. W powstrzymaniu Snachera Eggsowi pomaga córka miejscowego arystokraty – Winnie Portley-Rind.

## Obsada
- Isaac Hempstead-Wright – jako Eggs, chłopiec wychowany przez Pudłaki
- Elle Fanning – jako Winnie Portley-Rind, przyjaciółka Eggsa, córka  Lorda Portley-Rind i Lady Portley-Rind
- Ben Kingsley – jako Archibald Snatcher, rakarz z Serbridge, zajmuje się łapaniem Pudłaków, główny antagonista w filmie
- Toni Collette – jako Lady Portley-Rind, matka Winnie
- Jared Harris – jako Lord Portley-Rind, członek zarządu miasta, jego obsesją są sery, ojciec Winnie
- Nick Frost – jako Pan Pstrąg, sługa Snatchera. Jest święcie przekonany, że łapiąc Pudłaki służy dobru.
- Richard Ayoade – jako Pan Karp, pomocnik Snatchera, również przeświadczony, że Pudłaki są złe
- Tracy Morgan – jako Pan Chrząstka, trzeci pomocnik Snatchera. Wypowiada się używając równoważników zdań.
- Simon Pegg – jako Herbert Trubshaw, ojciec Eggsa uwięziony przez Snatchera
- Dee Bradley Baker – jako Szprotek, Kółko, i Budzik (wyrazy dźwiękonaśladowcze)

## Wersja polska
Reżyseria: Anna Apostolakis

Dialogi polskie: Bartosz Wierzbięta

Udział wzięli:
- Wit Apostolakis-Gluziński – Eggs
- Marta Dylewska – Winnie
- Andrzej Blumenfeld – Archibald Snatcher
- Paweł Szczesny – Pan Karp
- Janusz Wituch – Pan Piskorz
- Jarosław Boberek – Pan Chrząstka
- Krzysztof Dracz – Lord Portley-Rind
- Waldemar Barwiński – Herbert Trubshaw

W pozostałych rolach:
- Anna Apostolakis-Gluzińska
- Brygida Turowska
- Jarosław Domin
- Andrzej Gawroński
- Jan Kulczycki
- Marek Robaczewski
- Sylwia Boroń
- Joanna Derengowska
- Marta Dobecka
- Olga Omeljaniec
- Aleksandra Radwan
- Monika Wierzbicka